# Paul Giovanni
Paul Giovanni est un acteur, chanteur, compositeur, dramaturge et metteur en scène américain né le 2 juin 1933 à Atlantic City (New Jersey) et mort le 17 juin 1990 à New York.
Il est principalement connu pour avoir composé la musique du film The Wicker Man (1973) de Robin Hardy.

## Biographie

### Jeunesse et études
Paul Giovanni naît le 2 juin 1933 à Atlantic City dans le New Jersey, où il grandit. D'origine italienne, sa mère, Jennie Martino, y fait commerce de draps, dentelles et lingerie fine importées de son pays natal, d'abord au porte-à-porte avant d'ouvrir, le succès aidant, des boutiques sur la promenade d'Atlantic City, à Linwood et Margate City. Sa sœur, Maria, reprendra plus tard l'entreprise familiale. 
Après des études secondaires au St. Joseph's College de Philadelphie, il obtient une maîtrise en art dramatique à l'Université catholique d'Amérique à Washington.

### Carrière
Paul Giovanni débute en tant qu'acteur en 1960 dans la production originale de la comédie musicale The Fantasticks (en) de Tom Jones (en) et Harvey Schmidt (en) (rôle de Matt) au Sullivan Street Playhouse, puis dans West of the Moon de Robert Heide (rôle de Luck) au New Playwrights Theatre en 1961, une des premières pièces à traiter ouvertement d'homosexualité sur les scènes américaines, avant d'intégrer en 1966 avec l'Open Theatre de Joseph Chaikin (en) avec lequel il joue Viet Rock (en) et America Hurrah (en), deux pièces dénonçant la guerre du Vietnam. 
Il commence à écrire des chansons pour le groupe de rock Side Show avec lequel il se produit,,. En 1973, il compose la bande originale du film de Robin Hardy The Wicker Man, sur laquelle il interprète avec le groupe Magnet la chanson Corn Riggs adaptée d'une composition du poète écossais Robert Burns, ainsi que les paroles des chansons Landlord's Daughter et Gently Johnny, qu'il reprendra dans des versions ultérieures au film. 
Il écrit et met en scène en 1978 au Helen Hayes Theatre de Broadway la pièce The Crucifer of Blood (en) tirée du roman d'Arthur Conan Doyle Le Signe des quatre (avec Glenn Close dont c'est le premier grand rôle sur scène), reprise en 1980 à l'Ahmanson Theatre (en) de Los Angeles avec Charlton Heston dans le rôle de Sherlock Holmes, puis adaptée à la télévision en 1991. 
Il est également l'auteur d'une seconde pièce, Seance, d'une musique de scène pour La Nuit des rois de Shakespeare, à l'Arena Stage (production dans laquelle il joue également le rôle de Feste), et d'une comédie musicale, Shot Thru the Heart, créée au Birmingham Theatre de Détroit en 1983.
Il a mis en scène au cours de sa carrière près d'une quarantaine de pièces parmi lesquelles la création de Kingdoms d'Edward Sheehan au Cort Theatre en 1981. Directeur artistique du Berkshire Theatre Festival (en) et du Gateway Theatre de Chicago, il monte notamment L'Opéra de quat'sous de Bertolt Brecht et Kurt Weill, Pour Lucrèce de Jean Giraudoux adapté par Christopher Fry et La Ronde d'après Arthur Schnitzler pour le premier, et les comédies musicales My Fair Lady d'Alan Jay Lerner et Frederick Loewe, et Carnival (en) de Michael Stewart (en) et Bob Merrill pour le second.

### Mort
Paul Giovanni meurt le 17 juin 1990 au Cabrini Medical Center de New York à l'âge de 57 ans, d'une pneumonie consécutive aux complications du SIDA,.

### Vie privée
Dans les années 1970, Paul Giovanni a entretenu une relation avec le dramaturge britannique Peter Shaffer (1923-2016), dont il a mis en scène les pièces Equus au Studio Arena Theatre de Buffalo et Black Comedy et The White Liars au Shaw Theatre de Londres en 1976, ainsi qu'Amadeus lors de sa première tournée au Royaume-Uni en 1983.

## Théâtre

### En tant qu'acteur
- 1960 : The Fantasticks (en) de Tom Jones et Harvey Schmidt : Matt
- 1961 : West of the Moon de Robert Heide : Luck
- 1966 : Viet Rock (en) de Megan Terry (en) et America Hurrah (en) de Jean-Claude van Itallie
- 1971 : La Nuit des rois de Shakespeare : Feste - également compositeur

### En tant que metteur en scène
- 1976 : Black Comedy et The White Liars de Peter Shaffer, Shaw Theatre (Londres)
- 1976 : Equus de Peter Shaffer, Studio Arena Theatre (Buffalo)
- 1981 : Kingdoms d'Edward Sheehan, Cort Theatre (Broadway)
- 1983 : Amadeus de Peter Shaffer, tournée au Royaume-Uni
- 1986 : A Man for All Seasons de Robert Bolt, Roundabout Theatre (New York City)
- 1986 : Peines d'amour perdues de Shakespeare, Folger Shakespeare Theatre (Washington)

### En tant qu'auteur
- 1978 : The Crucifer of Blood (en), Studio Arena Theatre puis Helen Hayes Theatre (Broadway) - également metteur en scène
- 1981 : Seance
- 1983 : Shot Thru the Heart, Birmingham Theatre (Détroit)

## Filmographie
- 1973 : The Wicker Man de Robin Hardy - en tant que chanteur et compositeur

## Discographie
- 1970 : Side Show avec le groupe Side Show
- 1973 : The Wicker Man avec le groupe Magnet[12]

## Distinctions

### Nominations
- Saturn Awards 1979 : Meilleure musique pour The Wicker Man
- Tony Awards 1979 : Meilleure mise en scène d'une pièce de théâtre pour The Crucifer of Blood
- Los Angeles Drama Critics Circle Awards 1980 : Meilleur metteur en scène d'une pièce de théâtre pour The Crucifer of Blood[10]

## Postérité
- Sa chanson How Do est reprise par Sneaker Pimps en 2006 dans le film Hostel d'Eli Roth.